# Lijst van eindstanden van de Eredivisie (basketbal)
Hier is een overzicht van de eindstanden van de seizoenen 1960/61 t/m 2019/20 in de Nederlandse Eredivisie basketbal of Dutch Basketball League.

## Seizoenen
De landskampioen van elk jaar is hieronder vet weergegeven, de teams zijn op eindstand gesorteerd.

### 2020-2029

#### Seizoen 2020/2021
Dit seizoen zijn er drie nieuwe teams: Almere, Den Haag en Bemmel.
1. Zorg en Zekerheid Leiden uit Leiden
2. Heroes Den Bosch uit 's-Hertogenbosch
3. Donar uit Groningen
4. Landstede Hammers uit Zwolle
5. Zeeuw & Zeeuw Feyenoord Basketbal uit Rotterdam
6. Den Helder Suns uit Den Helder
7. Yoast United uit Bemmel
8. Basketball Academie Limburg uit Weert
9. Apollo Amsterdam uit Amsterdam
10. The Hague Royals uit Den Haag
11. Aris Leeuwarden uit Leeuwarden
12. Almere Sailors uit Almere

### 2010-2019

#### Seizoen 2019/2020
Vanwege de Coronapandemie is de competitie op 20 maart 2020 gestaakt. De hieronder staande eindstand is de situatie op dat moment.
1. Landstede Hammers uit Zwolle
2. Donar uit Groningen
3. Heroes Den Bosch uit 's-Hertogenbosch
4. Zorg en Zekerheid Leiden uit Leiden
5. Zeeuw & Zeeuw Feyenoord Basketbal uit Rotterdam
6. Basketball Academie Limburg uit Weert
7. Den Helder Suns uit Den Helder
8. Aris Leeuwarden uit Leeuwarden
9. Apollo Amsterdam uit Amsterdam

#### Seizoen 2018/2019
Dutch Windmills uit Dordrecht is dit jaar nieuw in de Eredivisie, maar moest zich tijdens de competitie weer terugtrekken. Het is voor het eerst sinds 1982 dat Dordrecht een team op het hoogste niveau heeft. Forward Lease Rotterdam gaat voortaan door het leven als Feyenoord Basketbal.
1. Zorg en Zekerheid Leiden uit Leiden
2. Landstede Basketbal uit Zwolle
3. New Heroes Basketball uit 's-Hertogenbosch
4. Donar uit Groningen
5. Den Helder Suns uit Den Helder
6. BC Apollo uit Amsterdam
7. Aris Leeuwarden uit Leeuwarden
8. Feyenoord Basketbal uit Rotterdam
9. Basketball Academie Limburg uit Weert

- Dutch Windmills uit Dordrecht (tijdens competitie teruggetrokken)

#### Seizoen 2017/2018
Den Helder keert na een korte afwezigheid weer terug in de Eredivisie. Basketball Academie Limburg verving BSW als Weertse club.
1. Donar uit Groningen
2. Landstede Basketbal uit Zwolle
3. Zorg en Zekerheid Leiden uit Leiden
4. New Heroes Basketball uit 's-Hertogenbosch
5. Forward Lease Rotterdam uit Rotterdam
6. Aris Leeuwarden uit Leeuwarden
7. BC Apollo uit Amsterdam
8. Den Helder Suns uit Den Helder
9. Basketball Academie Limburg uit Weert

#### Seizoen 2016/2017
SPM Shoeters gaat vanaf dit seizoen verder als New Heroes Basketball en Challenge Sports Rotterdam veranderde haar naam in Forward Lease Rotterdam.
1. Donar uit Groningen
2. Landstede Basketbal uit Zwolle
3. Zorg en Zekerheid Leiden uit Leiden
4. New Heroes Basketball uit 's-Hertogenbosch
5. Forward Lease Rotterdam uit Rotterdam
6. BC Apollo uit Amsterdam
7. Aris Leeuwarden uit Leeuwarden
8. BSW uit Weert

#### Seizoen 2015/2016
1. Landstede Basketbal uit Zwolle
2. Zorg en Zekerheid Leiden uit Leiden
3. Donar uit Groningen
4. SPM Shoeters Den Bosch uit 's-Hertogenbosch
5. BC Apollo uit Amsterdam
6. Challenge Sports Rotterdam uit Rotterdam
7. Aris Leeuwarden uit Leeuwarden
8. BSW uit Weert

#### Seizoen 2014/2015
GasTerra Flames gaat vanaf dit seizoen weer door het leven als Donar. Matrixx Magixx keerde dit jaar niet terug. Halverwege het seizoen verliest Maxxcom BSW haar sponsor om verder te gaan onder de naam BSW. De Den Helder Kings trokken zich tijdens het seizoen terug uit de competitie.
1. SPM Shoeters Den Bosch uit 's-Hertogenbosch
2. Zorg en Zekerheid Leiden uit Leiden
3. Donar uit Groningen
4. Landstede Basketbal uit Zwolle
5. Challenge Sports Rotterdam uit Rotterdam
6. Aris Leeuwarden uit Leeuwarden
7. BC Apollo uit Amsterdam
8. BSW uit Weert

- Den Helder Kings uit Den Helder (tijdens competitie teruggetrokken)

#### Seizoen 2013/2014
EiffelTowers Den Bosch gaat vanaf dit seizoen door het leven als SPM Shoeters Den Bosch en Stepco BSW verandert haar naam in Maxxcom BSW. Halverwege het seizoen veranderde Rotterdam Basketbal College haar naam in Challenge Sports Rotterdam. Alle ploegen uit het voorgaande jaar keerden terug.
1. GasTerra Flames uit Groningen
2. SPM Shoeters Den Bosch uit 's-Hertogenbosch
3. Den Helder Kings uit Den Helder
4. Zorg en Zekerheid Leiden uit Leiden
5. Landstede Basketbal uit Zwolle
6. Matrixx Magixx uit Wijchen
7. Aris Leeuwarden uit Leeuwarden
8. BC Apollo uit Amsterdam
9. Challenge Sports Rotterdam uit Rotterdam
10. Maxxcom BSW uit Weert

#### Seizoen 2012/2013
Met de komst van BC Apollo is er na een jaar afwezigheid weer een team uit Amsterdam. Den Helder keert terug onder de naam Den Helder Kings. Bij de Magixx keert de oude sponsor The Matrixx weer terug, het team speelt weer onder de naam Matrixx Magixx. Lasaulec Aris verliest haar sponsor en gaat verder onder de naam Aris Leeuwarden.
1. EiffelTowers uit 's-Hertogenbosch
2. Zorg en Zekerheid Leiden uit Leiden
3. GasTerra Flames uit Groningen
4. Aris Leeuwarden uit Leeuwarden
5. Landstede Basketbal uit Zwolle
6. Den Helder Kings uit Den Helder
7. Matrixx Magixx uit Wijchen
8. Stepco BSW uit Weert
9. BC Apollo uit Amsterdam
10. Rotterdam Basketbal College uit Rotterdam

#### Seizoen 2011/2012
Amsterdam en Bergen op Zoom keren dit jaar niet terug. Dit jaar is daarmee het eerste jaar dat er geen Noord-Hollands team uitkomt in de Eredivisie en bevat het minste aantal teams sinds 1994/1995. De Friesland Aris wijzigt dit jaar de naam in Lasaulec Aris, BSW heet nu Stepco BSW. Daarnaast verhuizen de Magixx van Nijmegen naar Wijchen.
1. Zorg en Zekerheid Leiden uit Leiden
2. GasTerra Flames uit Groningen
3. EiffelTowers uit 's-Hertogenbosch
4. Magixx Playing for KidsRights uit Wijchen
5. Landstede Basketbal uit Zwolle
6. Lasaulec Aris uit Leeuwarden
7. Stepco BSW uit Weert
8. Rotterdam Basketbal College uit Rotterdam

#### Seizoen 2010/2011
Er zijn dit jaar geen wijzigingen in de teams die uitkomen in de eredivisie, wel zijn er drie naamsveranderingen. De reguliere competitie bestaat uit 36 wedstrijden (18 thuis en 18 uit), telkens vier ontmoetingen tussen elke twee teams. Leiden werd landskampioen nadat GasTerra Flames in een spannende finaleserie met 4-3 werd verslagen. Bij de zevende wedstrijd in Leiden (waar de beslissing moest vallen) waren er drie verlengingen nodig voordat de wedstrijd was beslist. Nog nooit waren twee ploegen zo aan elkaar gewaagd.
1. Zorg en Zekerheid Leiden uit Leiden
2. GasTerra Flames uit Groningen
3. EiffelTowers uit 's-Hertogenbosch
4. Magixx Playing for KidsRights uit Nijmegen
5. De Friesland Aris uit Leeuwarden
6. WCAA Giants uit Bergen op Zoom
7. BSW Weert uit Weert
8. ABC Amsterdam uit Amsterdam
9. Landstede Basketbal uit Zwolle
10. Rotterdam Basketbal uit Rotterdam

### 2000-2009

#### Seizoen 2009/2010
Dit seizoen doen met 10 teams mee nadat Den Helder Seals failliet ging. Ze spelen in de reguliere competitie in totaal 36 wedstrijden (18 thuis en 18 uit), telkens vier ontmoetingen tussen elke twee teams.
1. GasTerra Flames uit Groningen
2. WCAA Giants uit Bergen op Zoom
3. EiffelTowers uit 's-Hertogenbosch
4. Matrixx Magixx uit Nijmegen
5. Zorg en Zekerheid Leiden uit Leiden
6. De Friesland Aris uit Leeuwarden
7. EclipseJet Amsterdam Basketball uit Amsterdam
8. Upstairs Weert uit Weert
9. Landstede Basketbal uit Zwolle
10. Rotterdam Challengers uit Rotterdam

#### Seizoen 2008/2009
Dit seizoen kende 11 teams. Ze spelen in de reguliere competitie in totaal 40 wedstrijden (20 thuis en 20 uit), telkens vier ontmoetingen tussen elke twee teams.
1. My-Guide Amsterdam Basketball uit Amsterdam
2. EiffelTowers Den Bosch uit 's-Hertogenbosch
3. Hanzevast Capitals uit Groningen
4. West-Brabant Giants uit Bergen op Zoom
5. Matrixx Magixx uit Nijmegen
6. Rotterdam Challengers uit Rotterdam
7. Upstairs Weert uit Weert
8. Zorg en Zekerheid Leiden uit Leiden
9. Landstede Zwolle uit Zwolle
10. Aris Friesland uit Leeuwarden
11. Den Helder Seals uit Den Helder

#### Seizoen 2007/2008
Dit seizoen begon met 12 teams, Almere trok zich tijdens de competitie terug.
1. My-Guide Amsterdam Basketball uit Amsterdam
2. EiffelTowers Den Bosch uit 's-Hertogenbosch
3. West-Brabant Giants uit Bergen op Zoom
4. Matrixx Magixx uit Nijmegen
5. Hanzevast Capitals uit Groningen
6. Rotterdam Challengers uit Rotterdam
7. Landstede Zwolle uit Zwolle
8. Upstairs Weert uit Weert
9. Zorg en Zekerheid Leiden uit Leiden
10. Aris Friesland uit Leeuwarden
11. Den Helder Seals uit Den Helder

- BC Omniworld uit Almere (tijdens competitie teruggetrokken)

#### Seizoen 2006/2007
Dit seizoen begon met 11 teams. Ze spelen in de reguliere competitie in totaal 40 wedstrijden (20 thuis en 20 uit), telkens vier ontmoetingen tussen elke twee teams. Terug van veel seizoenen weggeweest is ZZ Leiden.
1. EiffelTowers Den Bosch uit 's-Hertogenbosch
2. Matrixx Magixx uit Nijmegen
3. Hanzevast Capitals uit Groningen
4. Rotterdam Basketbal uit Rotterdam
5. Upstairs Weert uit Weert
6. Polynorm Giants uit Bergen op Zoom
7. Amsterdam Astronauts uit Amsterdam
8. Zorg en Zekerheid Leiden uit Leiden
9. Woon! Aris uit Leeuwarden
10. Landstede Zwolle uit Zwolle
11. BC Omniworld uit Almere

#### Seizoen 2005/2006
Het seizoen 2005/2006 begon met elf teams, maar, na het ter ziele gaan van Cape Holland op 28 december 2005, bleven er nog tien teams over:
1. EiffelTowers Den Bosch uit 's-Hertogenbosch
2. Demon Astronauts uit Amsterdam
3. MPC Capitals uit Groningen
4. Rotterdam Basketbal uit Rotterdam
5. Landstede Zwolle uit Zwolle
6. Matrixx Magixx uit Nijmegen
7. BC Omniworld uit Almere
8. Upstairs Weert uit Weert
9. Polynorm Giants uit Bergen op Zoom
10. Woon! Aris uit Leeuwarden

- Cape Holland uit Den Helder (wegens geldnood teruggetrokken op 28 december 2005)

#### Seizoen 2004/2005
In het seizoen 2004/2005 speelden elf teams tegen elkaar:
1. MPC Capitals uit Groningen
2. EiffelTowers Nijmegen uit Nijmegen
3. Demon Astronauts uit Amsterdam
4. Tulip Den Bosch uit 's-Hertogenbosch
5. Landstede Zwolle uit Zwolle
6. Cape Holland uit Den Helder
7. Woon! Aris uit Leeuwarden
8. Myleasecar Giants uit Bergen op Zoom
9. Rotterdam Basketbal uit Rotterdam
10. BS Weert uit Weert
11. BC Omniworld uit Almere

#### Seizoen 2003/2004
In het seizoen 2003/2004 speelden tien teams tegen elkaar:
1. Demon Astronauts uit Amsterdam
2. EiffelTowers Nijmegen uit Nijmegen
3. MPC Capitals uit Groningen
4. Tulip Den Bosch uit 's-Hertogenbosch
5. Landstede Zwolle uit Zwolle
6. BC Omniworld uit Almere
7. Cape Holland uit Den Helder
8. Solskin Weert uit Weert
9. Rotterdam Basketbal uit Rotterdam
10. Fun4All Bergen op Zoom uit Bergen op Zoom

#### Seizoen 2002/2003
In het seizoen 2002/2003 speelden negen teams tegen elkaar. NAC Basketbal ging aan het eind van vorig seizoen failliet.
1. EiffelTowers Nijmegen uit Nijmegen
2. Ricoh Astronauts uit Amsterdam
3. BC Omniworld uit Almere
4. BS Weert uit Weert
5. Canoe Jeans EBBC uit 's-Hertogenbosch
6. Cape Holland uit Den Helder
7. MPC Donar uit Groningen
8. Landstede Zwolle uit Zwolle
9. Rotterdam Basketbal uit Rotterdam

#### Seizoen 2001/2002
In het seizoen 2001/2002 speelden twaalf teams tegen elkaar. Altena Werkendam viel gedurende de competitie uit, waarna elf teams overbleven.
1. EiffelTowers Nijmegen uit Nijmegen
2. MPC Donar uit Groningen
3. Ricoh Astronauts uit Amsterdam
4. BC Omniworld uit Almere
5. Landstede Zwolle uit Zwolle
6. Canoe Jeans EBBC uit 's-Hertogenbosch
7. NAC Basketbal uit Breda
8. Vanilla Weert uit Weert
9. Cape Holland uit Den Helder
10. Gunco Rotterdam uit Rotterdam
11. NTNT Haaglanden uit Den Haag

- Altena Werkendam uit Werkendam (tijdens competitie teruggetrokken)

#### Seizoen 2000/2001
In het seizoen 2000/2001 speelden twaalf teams tegen elkaar:
1. Ricoh Astronauts uit Amsterdam
2. Conesco Den Helder uit Den Helder
3. Image Center Werkendam uit Werkendam
4. BC Omniworld uit Almere
5. NAC Basketbal uit Breda
6. C3 Cobra's uit Den Haag
7. Vanilla Weert uit Weert
8. MPC Donar uit Groningen
9. Canoe Jeans EBBC uit 's-Hertogenbosch
10. EiffelTowers Nijmegen uit Nijmegen
11. Gunco Rotterdam uit Rotterdam
12. Landstede Zwolle uit Zwolle

### 1990-1999

#### Seizoen 1999/2000
In het seizoen 1999/2000 speelden twaalf teams tegen elkaar:
1. Ricoh Astronauts uit Amsterdam
2. Canoe Jeans EBBC uit 's-Hertogenbosch
3. MPC Donar uit Groningen
4. Landstede Zwolle uit Zwolle
5. BS Weert uit Weert
6. Image Center Werkendam uit Werkendam
7. Hans Verkerk Den Helder uit Den Helder
8. Gunco Rotterdam uit Rotterdam
9. BC Omniworld uit Almere
10. Haaglanden uit Den Haag
11. Kroon Renault Utrecht uit Utrecht
12. NUVA Drenthe uit Assen

#### Seizoen 1998/1999
1. Ricoh Astronauts uit Amsterdam
2. Hans Verkerk Den Helder uit Den Helder
3. BS Weert uit Weert
4. Libertel Dolphins uit 's-Hertogenbosch
5. Cees Lubbers Zwolle uit Zwolle
6. RZG Donar uit Groningen
7. Haaglanden uit Den Haag
8. Rotterdam Basketbal uit Rotterdam
9. Image Center Werkendam uit Werkendam
10. BC Omniworld uit Almere
11. NUVA Drenthe uit Assen
12. Kroon Renault Utrecht uit Utrecht

#### Seizoen 1997/1998
1. Hans Verkerk Den Helder uit Den Helder
2. Ricoh Astronauts uit Amsterdam
3. RZG Donar uit Groningen
4. Libertel Dolphins uit 's-Hertogenbosch
5. BS Weert uit Weert
6. Idétrading Rotterdam uit Rotterdam
7. Cees Lubbers Zwolle uit Zwolle
8. Imagecenter Werkendam uit Werkendam
9. Kroon Renault Utrecht uit Utrecht
10. NUVA Drenthe uit Assen
11. De Dunckers uit Hilversum
12. BV Voorburg uit Voorburg

#### Seizoen 1996/1997
1. Libertel Dolphins uit 's-Hertogenbosch
2. RZG Donar uit Groningen
3. Finish Profiles Astronauts uit Amsterdam
4. René Colthof Den Helder uit Den Helder
5. BS Weert uit Weert
6. Idétrading Rotterdam uit Rotterdam
7. Cees Lubbers Zwolle uit Zwolle
8. CZ Drenthe uit Assen
9. De Dunckers uit Hilversum
10. Imagecenter Werkendam uit Werkendam
11. Big Boss Akrides uit IJmuiden
12. BV Voorburg uit Voorburg

#### Seizoen 1995/1996
1. America Today Den Bosch uit 's-Hertogenbosch
2. René Colthof Den Helder uit Den Helder
3. Idétrading Rotterdam uit Rotterdam
4. Celeritas/Donar uit Groningen
5. GOBA Gorinchem uit Gorinchem
6. Big Boss Akrides uit IJmuiden
7. Lanéche Weert uit Weert
8. Cees Lubbers/The Hammers uit Meppel
9. Finish Profiles Astronauts uit Amsterdam
10. BV Voorburg uit Voorburg
11. De Dunckers uit Hilversum

#### Seizoen 1994/1995
1. Mustang Jeans Den Helder uit Den Helder
2. GOBA Gorinchem uit Gorinchem
3. Big Boss Akrides uit IJmuiden
4. RZG Donar uit Groningen
5. Lanéche Weert uit Weert
6. Canoe Jeans Den Bosch uit 's-Hertogenbosch
7. Byte Red Giants uit Meppel
8. De Schiestreek Rotterdam uit Rotterdam

#### Seizoen 1993/1994
1. Lanéche Weert uit Weert
2. Canoe Jeans Den Bosch uit 's-Hertogenbosch
3. Mustang Jeans Den Helder uit Den Helder
4. BV Haarlem uit Haarlem
5. RZG Donar uit Groningen
6. Byte Red Giants uit Meppel
7. Den Braven Goba uit Gorinchem
8. De Schiestreek Rotterdam uit Rotterdam
9. Holiday Inn Akrides uit IJmuiden
10. BC Verkerk uit Zwijndrecht

#### Seizoen 1992/1993
1. Graydon Canadians uit Amsterdam
2. Selex Weert uit Weert
3. Mustang Jeans Den Helder uit Den Helder
4. Canoe Jeans Den Bosch uit 's-Hertogenbosch
5. VGNN Donar uit Groningen
6. Red Giants uit Meppel
7. Akrides Haarlem uit Haarlem
8. De Schiestreek Rotterdam uit Rotterdam

#### Seizoen 1991/1992
1. Commodore Den Helder uit Den Helder
2. Pro-Specs Den Bosch uit 's-Hertogenbosch
3. VGNN Donar uit Groningen
4. Selex Weert uit Weert
5. Bestmade Akrides uit Haarlem
6. Computerij Red Giants uit Meppel
7. Graydon Canadians uit Amsterdam
8. Exact DAS uit Delft
9. BC Eindhoven uit Eindhoven
10. Docshop Basketiers uit Zevenaar
11. De Schiestreek Rotterdam uit Rotterdam
12. KBS Orca's uit Urk

#### Seizoen 1990/1991
1. Commodore Den Helder uit Den Helder
2. Nashua Den Bosch uit 's-Hertogenbosch
3. Selex Weert uit Weert
4. Bestmade Akrides uit Haarlem
5. VGNN Donar uit Groningen
6. Canadians Amsterdam uit Amsterdam
7. Computerij Red Giants uit Meppel
8. BC Eindhoven uit Eindhoven
9. Exact DAS Delft uit Delft
10. KBS Orca's Urk uit Urk
11. GOBA Gorinchem uit Gorinchem
12. Festo BVV uit Voorburg

### 1980-1989

#### Seizoen 1989/1990
1. Commodore Den Helder uit Den Helder
2. Nashua Den Bosch uit 's-Hertogenbosch
3. VGNN Donar uit Groningen
4. Miniware Weert uit Weert
5. Sportlife Canadians uit Amsterdam
6. Kolf & Molyn Orca's Urk uit Urk
7. Computerij Red Giants uit Meppel
8. De Boo DAS Delft uit Delft
9. Expand Eindhoven uit Eindhoven
10. Festo BVV uit Voorburg

#### Seizoen 1988/1989
1. Nashua Lasers uit 's-Hertogenbosch
2. Direktbank Den Helder uit Den Helder
3. Miniware Weert uit Weert
4. Computerij Red Giants uit Meppel
5. Ahrend Donar uit Groningen
6. Sportlife Canadians uit Amsterdam
7. De Boo DAS Delft uit Delft
8. Kolf & Molyn Orca's Urk uit Urk
9. Gunco Rotterdam uit Rotterdam
10. Ests Akrides uit IJmuiden

#### Seizoen 1987/1988
1. Nashua Den Bosch uit 's-Hertogenbosch
2. Miniware Weert uit Weert
3. Direktbank Den Helder uit Den Helder
4. Sportlife Canadians uit Amsterdam
5. Kolf & Molyn Orca's Urk uit Urk
6. Red Giants uit Meppel
7. Ahrend Donar uit Groningen
8. De Boo DAS Delft uit Delft
9. Ests Akrides uit IJmuiden
10. Hatrans Haaksbergen uit Haaksbergen

#### Seizoen 1986/1987
1. Nashua Den Bosch uit 's-Hertogenbosch
2. Direktbank Den Helder uit Den Helder
3. Kolf & Molyn Orca's Urk uit Urk
4. Ahrend Donar uit Groningen
5. Hatrans Haaksbergen uit Haaksbergen
6. Kaypro BS Weert uit Weert
7. Sportlife Canadians uit Amsterdam
8. De Boo DAS Delft uit Delft
9. BC Markt Utrecht uit Utrecht
10. ICL Zaandam uit Zaandam

#### Seizoen 1985/1986
1. Nashua Den Bosch uit 's-Hertogenbosch
2. Doppel Douche Den Helder uit Den Helder
3. Permalens Haaksbergen uit Haaksbergen
4. BS Leiden uit Leiden
5. Black Velvet Canadians uit Amsterdam
6. Kaypro Weert uit Weert
7. Interbril Greyhounds uit Enschede
8. Super Cracks Werkendam uit Werkendam
9. Kolf & Molyn Orca's Urk uit Urk
10. BC Markt Utrecht uit Utrecht

#### Seizoen 1984/1985
Wegens het ontbreken van een sponsor verliet Rotterdam-Zuid Basketbal dit jaar de eredivisie.
1. Nashua Den Bosch uit 's-Hertogenbosch
2. Elmex Leiden uit Leiden
3. Permalens Haaksbergen uit Haaksbergen
4. Black Velvet Canadians uit Amsterdam
5. Super Cracks Werkendam uit Werkendam
6. Kaypro Weert uit Weert
7. Doppel Douche Den Helder uit Den Helder
8. Orca's Urk uit Urk

#### Seizoen 1983/1984
Wegens het ontbreken van een sponsor verliet Donar Groningen dit jaar de eredivisie.
1. Nashua Den Bosch uit 's-Hertogenbosch
2. Elmex Leiden uit Leiden
3. Black Velvet Canadians uit Amsterdam
4. Hatrans Haaksbergen uit Haaksbergen
5. Coveco Weert uit Weert
6. Kuipers Orca's Urk uit Urk
7. Super Cracks Werkendam uit Werkendam
8. Albert van Zoonen Den Helder uit Den Helder
9. Onro RZ uit Rotterdam

#### Seizoen 1982/1983
1. Nashua Den Bosch uit 's-Hertogenbosch
2. Hatrans Tonego Haaksbergen uit Haaksbergen
3. Elmex Leiden uit Leiden
4. Nationale Nederlanden Donar uit Groningen
5. Rucanor Punch uit Delft
6. Onro RZ uit Rotterdam
7. Coveco Weert uit Weert
8. Albert van Zoonen Den Helder uit Den Helder
9. Stars Haarlem uit Haarlem
10. Black Velvet Canadians uit Amsterdam

#### Seizoen 1981/1982
1. Nashua Den Bosch uit 's-Hertogenbosch
2. Nationale Nederlanden Donar uit Groningen
3. Parker Leiden uit Leiden
4. BV Amstelveen uit Amstelveen
5. Rucanor Punch uit Delft
6. Eve & Adam Flamingo's uit Haarlem
7. Frisol Rowic uit Dordrecht
8. Black Velvet Canadians uit Amsterdam
9. Hatrans Tonego Haaksbergen uit Haaksbergen
10. Albert van Zoonen Den Helder uit Den Helder

#### Seizoen 1980/1981
1. Parker Leiden uit Leiden
2. Nashua Den Bosch uit 's-Hertogenbosch
3. BV Amstelveen uit Amstelveen
4. Delta Lloyd Amsterdam uit Amsterdam
5. Nationale Nederlanden Donar uit Groningen
6. Frisol Rowic uit Dordrecht
7. Eve & Adam Flamingo's uit Haarlem
8. Punch Delft uit Delft
9. Hatrans Tonego Haaksbergen uit Haaksbergen
10. BOB Oud-Beijerland uit Oud-Beijerland

### 1970-1979

#### Seizoen 1979/1980
Het seizoen 1979/1980 is het laatste seizoen waarin twee teams uit dezelfde stad in de eredivisie uitkomen: Nationale Nederlanden Donar en BV Groningen uit Groningen.
1. Parker Leiden uit Leiden
2. EBBC Den Bosch uit 's-Hertogenbosch
3. BV Amstelveen uit Amstelveen
4. Nationale Nederlanden Donar uit Groningen
5. Eve & Adam Flamingo's uit Haarlem
6. Punch Delft uit Delft
7. Frisol Rowic uit Dordrecht
8. BOB Oud-Beijerland uit Oud-Beijerland
9. Delta Lloyd Amsterdam uit Amsterdam
10. Rotterdam-Zuid uit Rotterdam
11. BV Groningen uit Groningen

#### Seizoen 1978/1979
1. EBBC Den Bosch uit 's-Hertogenbosch
2. Parker Leiden uit Leiden
3. Nationale Nederlanden Donar uit Groningen
4. Radio Musette RZ uit Rotterdam
5. BOB Oud-Beijerland uit Oud-Beijerland
6. Delta Lloyd Amsterdam uit Amsterdam
7. Flamingo's Haarlem uit Haarlem
8. Frisol Rowic uit Dordrecht
9. Punch Delft uit Delft
10. Brutus Jeans Amstelveen uit Amstelveen

#### Seizoen 1977/1978
1. Falcon Jeans Den Bosch uit 's-Hertogenbosch
2. Nationale Nederlanden Donar uit Groningen
3. Parker Leiden uit Leiden
4. Tripper Punch uit Delft
5. Vastgoed Strijen BOB uit Oud-Beijerland
6. Arke Reizen Stars uit Enschede
7. Buitoni Flamingo's uit Haarlem
8. Delta Lloyd Amsterdam uit Amsterdam
9. Radio Musette RZ uit Rotterdam
10. BV Amstelveen uit Amstelveen

#### Seizoen 1976/1977
1. Kinzo Amstelveen uit Amstelveen
2. Sperry Remington uit 's-Hertogenbosch
3. Pioneer Punch uit Delft
4. Nationale Nederlanden Donar uit Groningen
5. Disco Danser RZ uit Rotterdam
6. Buitoni Flamingo's uit Haarlem
7. Delta Lloyd Amsterdam uit Amsterdam
8. Arke Reizen Stars uit Enschede
9. BC Markt Utrecht uit Utrecht
10. Mercasol Leiden uit Leiden

#### Seizoen 1975/1976
1. Kinzo Amstelveen uit Amstelveen
2. Buitoni Flamingo's uit Haarlem
3. Sperry Remington uit 's-Hertogenbosch
4. Pioneer Punch uit Delft
5. Delta Lloyd Amsterdam uit Amsterdam
6. Transol RZ uit Rotterdam
7. Nationale Nederlanden Donar uit Groningen
8. Gerard de Lange Blue Stars uit Diemen
9. Arke Stars uit Enschede
10. Mercasol Leiden uit Leiden

#### Seizoen 1974/1975
1. Raak Punch uit Delft
2. Transol RZ uit Rotterdam
3. Levi's Flamingo's uit Haarlem
4. Sperry Remington uit 's-Hertogenbosch
5. Bona Stars Leiden uit Leiden
6. Typsoos Lions uit Zandvoort
7. Delta Lloyd Amsterdam uit Amsterdam
8. Nationale Nederlanden Donar uit Groningen
9. Kinzo Amstelveen uit Amstelveen
10. Gerard de Lange Blue Stars uit Diemen
11. BC Markt Utrecht uit Utrecht
12. Smirnoff ASVU uit Amstelveen
13. Frisol Rowic uit Dordrecht

#### Seizoen 1973/1974
1. Transol RZ uit Rotterdam
2. Levi's Flamingo's uit Haarlem
3. Raak Punch uit Delft
4. Typsoos Lions uit Zandvoort
5. EBBC uit 's-Hertogenbosch
6. Nationale Nederlanden Donar uit Groningen
7. Bona Stars Leiden uit Leiden
8. Gerard de Lange Blue Stars uit Diemen
9. Delta Lloyd Amsterdam uit Amsterdam
10. Smirnoff ASVU uit Amstelveen
11. Frisol Rowic uit Dordrecht
12. Star Tapijt FAC uit Den Helder
13. Haarlem Cardinals uit Haarlem
14. DED Amsterdam uit Amsterdam

#### Seizoen 1972/1973
1. Levi's Flamingo's uit Haarlem
2. Raak Punch uit Delft
3. Fiat Stars uit Amsterdam
4. Raad & Daad Lions uit Zandvoort
5. Transol RZ uit Rotterdam
6. Bona Stars Leiden uit Leiden
7. EBBC uit 's-Hertogenbosch
8. GSSV Donar uit Groningen
9. DED Amsterdam uit Amsterdam
10. ASVU uit Amstelveen
11. Haarlem Cardinals uit Haarlem
12. Racing Agon uit Amsterdam

#### Seizoen 1971/1972
1. Levi's Flamingo's uit Haarlem
2. Fiat Stars uit Amsterdam
3. Transol RZ uit Rotterdam
4. Mars Energie Stars uit Zandvoort
5. Factotum Punch uit Delft
6. DED Amsterdam uit Amsterdam
7. Haarlem Cardinals uit Haarlem
8. Bona Stars Leiden uit Leiden
9. Racing Agon uit Amsterdam
10. GSSV Donar uit Groningen
11. Landlust Amsterdam uit Amsterdam
12. Suvrikri Den Haag uit Den Haag

#### Seizoen 1970/1971
1. Levi's Flamingo's uit Haarlem
2. Rotterdam-Zuid Basketbal uit Rotterdam
3. Bona Stars Leiden uit Leiden
4. Punch Delft uit Delft
5. Fiat Stars uit Amsterdam
6. Suvrikri Den Haag uit Den Haag
7. GSSV Donar uit Groningen
8. Landlust Amsterdam uit Amsterdam
9. DED Amsterdam uit Amsterdam
10. Racing Agon uit Amsterdam
11. FAC Den Helder uit Den Helder
12. SVE Utrecht uit Utrecht

### 1960-1969

#### Seizoen 1969/1970
1. Blue Stars uit Diemen
2. Rotterdam-Zuid Basketbal uit Rotterdam
3. Flamingo's Haarlem uit Haarlem
4. Punch Delft uit Delft
5. Bona Stars Leiden uit Leiden
6. SVE Utrecht uit Utrecht
7. Landlust Amsterdam uit Amsterdam
8. Suvrikri Den Haag uit Den Haag
9. DED Amsterdam uit Amsterdam
10. Agon Amsterdam uit Amsterdam
11. Haarlem Cardinals uit Haarlem
12. Wilskracht Amsterdam uit Amsterdam

#### Seizoen 1968/1969
Vorig seizoen degradeerden DED en The Wolves, waarna Rotterdam-Zuid Basketbal en Argus hun plaats innamen.
1. Punch Delft uit Delft
2. Blue Stars uit Diemen
3. Flamingo's Haarlem uit Haarlem
4. SVE Utrecht uit Utrecht
5. Rotterdam-Zuid Basketbal uit Rotterdam
6. Landlust Amsterdam uit Amsterdam
7. Agon Amsterdam uit Amsterdam
8. Bona Stars Leiden uit Leiden
9. Wilskracht Amsterdam uit Amsterdam
10. Suvrikri Den Haag uit Den Haag
11. Argus uit Voorburg
12. Herly Amsterdam uit Amsterdam

#### Seizoen 1967/1968
1. Flamingo's Haarlem uit Haarlem
2. Landlust Amsterdam uit Amsterdam
3. Punch Delft uit Delft
4. SVE Utrecht uit Utrecht
5. Blue Stars uit Diemen
6. Bona Stars Leiden uit Leiden
7. Agon Amsterdam uit Amsterdam
8. Herly Amsterdam uit Amsterdam
9. Suvrikri Den Haag uit Den Haag
10. Wilskracht Amsterdam uit Amsterdam
11. DED Amsterdam uit Amsterdam
12. The Wolves Amsterdam uit Amsterdam

#### Seizoen 1966/1967
SVE Utrecht werd dit seizoen kampioen, de eerste keer dat een niet-Amsterdamse club het kampioenschap won.
1. SVE Utrecht uit Utrecht
2. Landlust Amsterdam uit Amsterdam
3. Flamingo's Haarlem uit Haarlem
4. Herly Amsterdam uit Amsterdam
5. Blue Stars uit Diemen
6. Agon Amsterdam uit Amsterdam
7. Punch Delft uit Delft
8. DED Amsterdam uit Amsterdam
9. Suvrikri Den Haag uit Den Haag
10. Wilskracht Amsterdam uit Amsterdam
11. AMVJ uit Amsterdam
12. US Amstelveen uit Amstelveen

#### Seizoen 1965/1966
1. Herly Amsterdam uit Amsterdam
2. Flamingo's Haarlem uit Haarlem
3. Landlust Amsterdam uit Amsterdam
4. Punch Delft uit Delft
5. DED Amsterdam uit Amsterdam
6. Blue Stars uit Diemen
7. Agon Amsterdam uit Amsterdam
8. SVE Utrecht uit Utrecht
9. US Amstelveen uit Amstelveen
10. Wilskracht Amsterdam uit Amsterdam
11. The Wolves Amsterdam uit Amsterdam
12. EBBC uit 's-Hertogenbosch

#### Seizoen 1964/1965
1. The Wolves Amsterdam uit Amsterdam
2. Herly Amsterdam uit Amsterdam
3. Punch Delft uit Delft
4. Flamingo's Haarlem uit Haarlem
5. Agon Amsterdam uit Amsterdam
6. Landlust Amsterdam uit Amsterdam
7. US Amstelveen uit Amstelveen
8. Wilskracht Amsterdam uit Amsterdam
9. DED Amsterdam uit Amsterdam
10. Blue Stars uit Diemen
11. Argus Voorburg uit Voorburg
12. ASVU uit Amstelveen

#### Seizoen 1963/1964
1. The Wolves Amsterdam uit Amsterdam
2. Landlust Amsterdam uit Amsterdam
3. Herly Amsterdam uit Amsterdam
4. DED Amsterdam uit Amsterdam
5. Agon Amsterdam uit Amsterdam
6. Flamingo's Haarlem uit Haarlem
7. Blue Stars uit Diemen
8. Argus Voorburg uit Voorburg
9. US Amstelveen uit Amstelveen
10. ASVU uit Amstelveen
11. The Arrows uit Rotterdam
12. Monark Amsterdam uit Amsterdam

#### Seizoen 1962/1963
In dit derde seizoen van de Eredivisie is Landlust het eerste team dat twee keer de titel pakt.
1. Landlust Amsterdam uit Amsterdam
2. The Wolves Amsterdam uit Amsterdam
3. Agon Amsterdam uit Amsterdam
4. Herly Amsterdam uit Amsterdam
5. DED Amsterdam uit Amsterdam
6. Monark Amsterdam uit Amsterdam
7. Flamingo's Haarlem uit Haarlem
8. Argus Voorburg uit Voorburg
9. The Arrows uit Rotterdam
10. Blue Stars uit Diemen
11. Holland Daggers uit Utrecht
12. Punch Delft uit Delft

#### Seizoen 1961/1962
1. Landlust Amsterdam uit Amsterdam
2. The Wolves Amsterdam uit Amsterdam
3. Blue Stars uit Diemen
4. Herly Amsterdam uit Amsterdam
5. Agon Amsterdam uit Amsterdam
6. Monark Amsterdam uit Amsterdam
7. DED Amsterdam uit Amsterdam
8. Punch Delft uit Delft
9. The Arrows uit Rotterdam
10. Argus Voorburg uit Voorburg
11. US Amstelveen uit Amstelveen
12. Typhoons Haarlem uit Haarlem

#### Seizoen 1960/1961
1960 was het eerste seizoen van de eredivisie. The Wolves werden de eerste kampioen.
1. The Wolves Amsterdam uit Amsterdam
2. Blue Stars uit Diemen
3. Herly Amsterdam uit Amsterdam
4. Landlust Amsterdam uit Amsterdam
5. Monark Amsterdam uit Amsterdam
6. Argus Voorburg uit Voorburg
7. US Amstelveen uit Amstelveen
8. DED Amsterdam uit Amsterdam
9. Punch Delft uit Delft
10. The Arrows uit Rotterdam
11. Flamingo's Haarlem uit Haarlem
12. ZBVS Santpoort uit Santpoort